# Flaga Łazisk Górnych

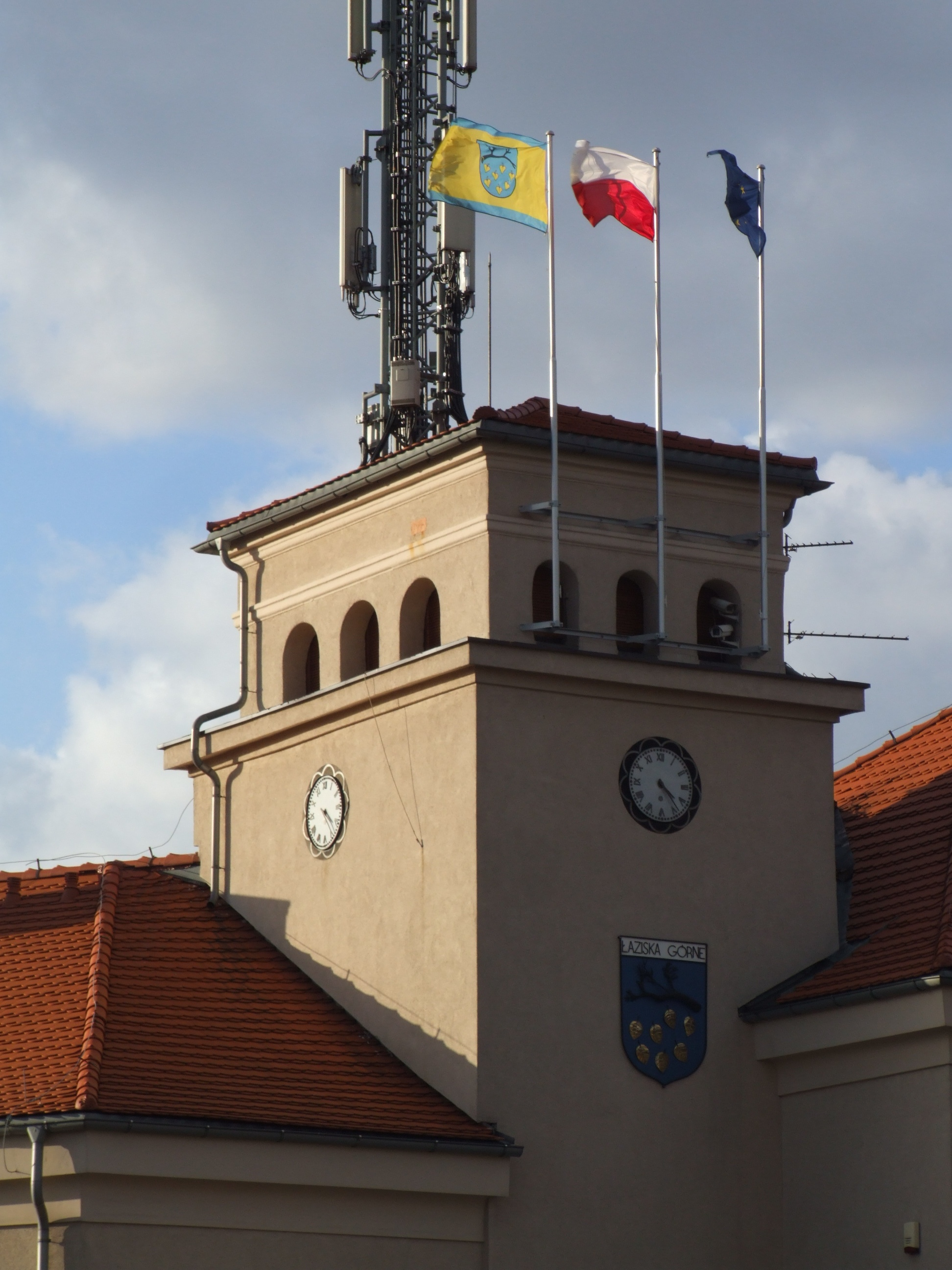
Nowa flaga powiewająca nad ratuszem

Flaga Łazisk Górnych – jeden z symboli miasta Łaziska Górne w postaci flagi ustanowiony uchwałą rady miejskiej nr  XIII/121/11 z 25 października 2011.

## Wygląd i symbolika
Flaga obowiązująca od 5 stycznia 2012 jest żółta z dwoma poziomymi pasami koloru błękitnego (każdy szerokości dziesiątej części szerokości flagi) znajdującymi się na zewnętrznej, górnej i dolnej, części flagi. W środku, w żółtym pasie, umieszczono herb miasta. Flaga ma wymiary 5:8, została przyjęta uchwałą Rady Miejskiej 25 października 2011 r.

## Historia
Do 4 stycznia 2012 flaga przedstawiała herb miasta umieszczony na białym tle. W przeszłości nad tarczą herbową znajdował się napis "ŁAZISKA GÓRNE" (podobnie jak na starej wersji herbu), ale został usunięty jako niezgodny z zasadami heraldyki.
Zasady używania flagi zostały określone uchwałą rady miejskiej nr XXXVII/327/05 z dnia 18 października 2005 roku, uchylone w uchwale z 25 października 2011.